# Clonia minuta
Clonia minuta är en insektsart som först beskrevs av Wilhem de Haan 1842.  Clonia minuta ingår i släktet Clonia och familjen vårtbitare. Inga underarter finns listade i Catalogue of Life.